# 2006-os MotoGP amerikai nagydíj
Az amerikai nagydíj volt a 2006-os MotoGP-világbajnokság tizenegyedik futama. A versenyt Laguna Secában rendezték július 23-án.
A helyszínen a hagyományoknak és az államban hatályos törvényeknek megfelelően csak négyütemű motorok, vagyis csak a királykategória versenyezhetett. A futamon a hazai pályán versenyző Nicky Haydent intették le elsőként.

## Végeredmény
| Poz.                    | #  | Versenyző          | Motor    | Körök | Idő/Kiesés oka | Rajtpozíció | Pont |
| ----------------------- | -- | ------------------ | -------- | ----- | -------------- | ----------- | ---- |
| 1                       | 69 | Nicky Hayden       | Honda    | 32    | 45:04.867      | 6           | 25   |
| 2                       | 26 | Dani Pedrosa       | Honda    | 32    | +3.186         | 4           | 20   |
| 3                       | 33 | Marco Melandri     | Honda    | 32    | +10.929        | 9           | 16   |
| 4                       | 10 | Kenny Roberts, Jr. | KR211V   | 32    | +11.941        | 3           | 13   |
| 5                       | 71 | Chris Vermeulen    | Suzuki   | 32    | +27.439        | 1           | 11   |
| 6                       | 21 | John Hopkins       | Suzuki   | 32    | +38.820        | 5           | 10   |
| 7                       | 7  | Carlos Checa       | Yamaha   | 32    | +44.825        | 11          | 9    |
| 8                       | 65 | Loris Capirossi    | Ducati   | 32    | +48.526        | 13          | 8    |
| 9                       | 5  | Colin Edwards      | Yamaha   | 32    | +53.228        | 2           | 7    |
| 10                      | 15 | Sete Gibernau      | Ducati   | 32    | +1:06.279      | 16          | 6    |
| 11                      | 6  | Tamada Makoto      | Honda    | 32    | +1:11.941      | 14          | 5    |
| 12                      | 17 | Randy de Puniet    | Kawasaki | 32    | +1:14.407      | 15          | 4    |
| 13                      | 77 | James Ellison      | Yamaha   | 32    | +1:19.283      | 18          | 3    |
| 14                      | 66 | Alex Hofmann       | Ducati   | 32    | +1:41.277      | 17          | 2    |
| 15                      | 24 | Toni Elías         | Honda    | 31    | +1 kör         | 12          | 1    |
| 16                      | 30 | José Luis Cardoso  | Ducati   | 31    | +1 kör         | 19          |      |
| Ret                     | 46 | Valentino Rossi    | Yamaha   | 30    | Kicsúszás      | 10          |      |
| Ret                     | 56 | Nakano Sinja       | Kawasaki | 15    | Kicsúszás      | 8           |      |
| Ret                     | 27 | Casey Stoner       | Honda    | 14    | Baleset        | 7           |      |
| Hivatalos eredménylista |    |                    |          |       |                |             |      |

## A világbajnokság élmezőnye a verseny után
| # | Versenyző       | Pont |
| - | --------------- | ---- |
| 1 | Nicky Hayden    | 194  |
| 2 | Dani Pedrosa    | 160  |
| 3 | Marco Melandri  | 140  |
| 4 | Valentino Rossi | 143  |
| 5 | Loris Capirossi | 126  |

| # | Konstruktőr | Pont |
| - | ----------- | ---- |
| 1 | Honda       | 246  |
| 2 | Yamaha      | 181  |
| 3 | Ducati      | 135  |
| 4 | Suzuki      | 92   |
| 5 | KR211V      | 79   |
| 6 | Kawasaki    | 75   |